# Harscheid (bei Adenau)

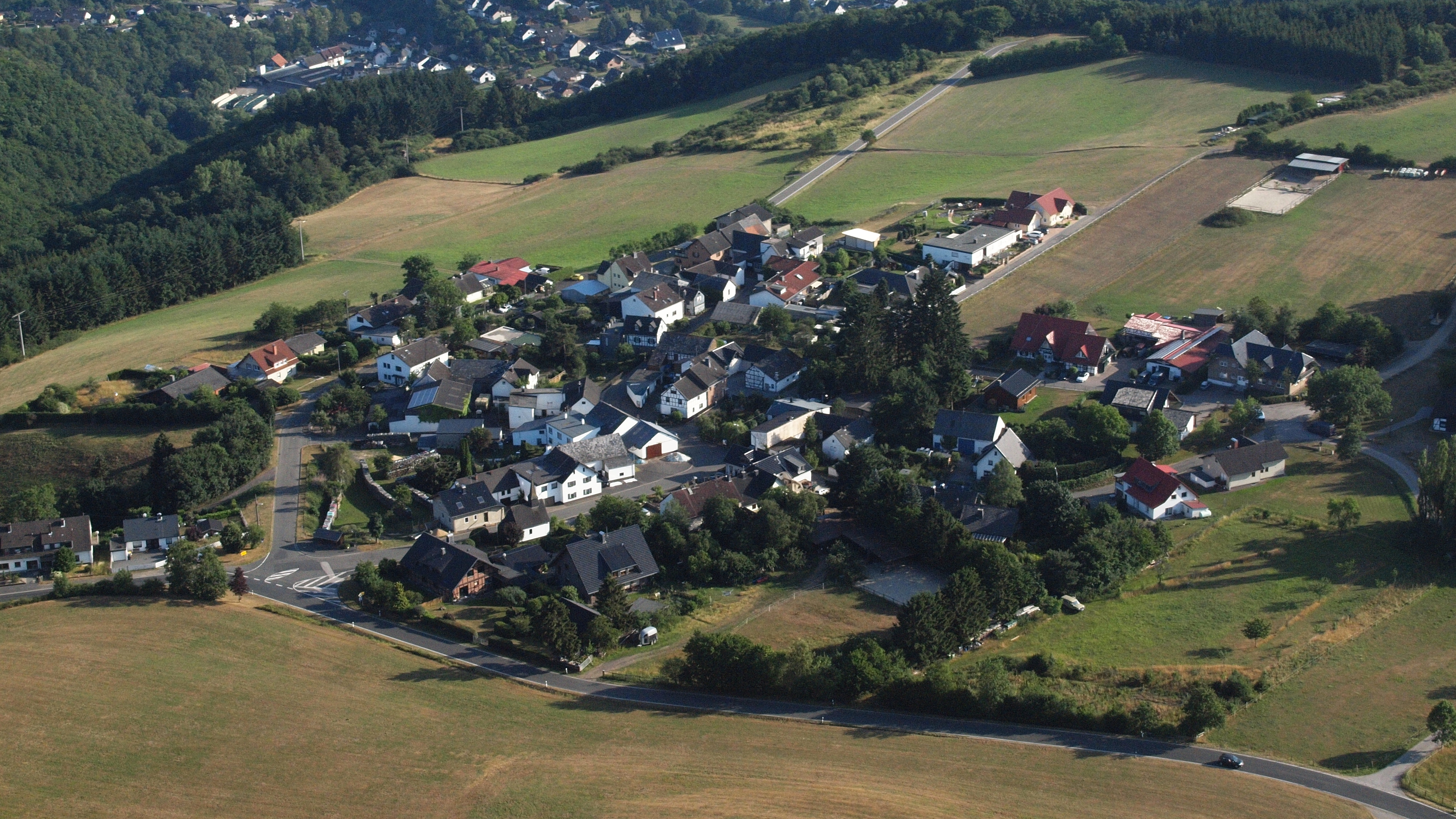
Harscheid (bei Adenau), Luftaufnahme von 2015

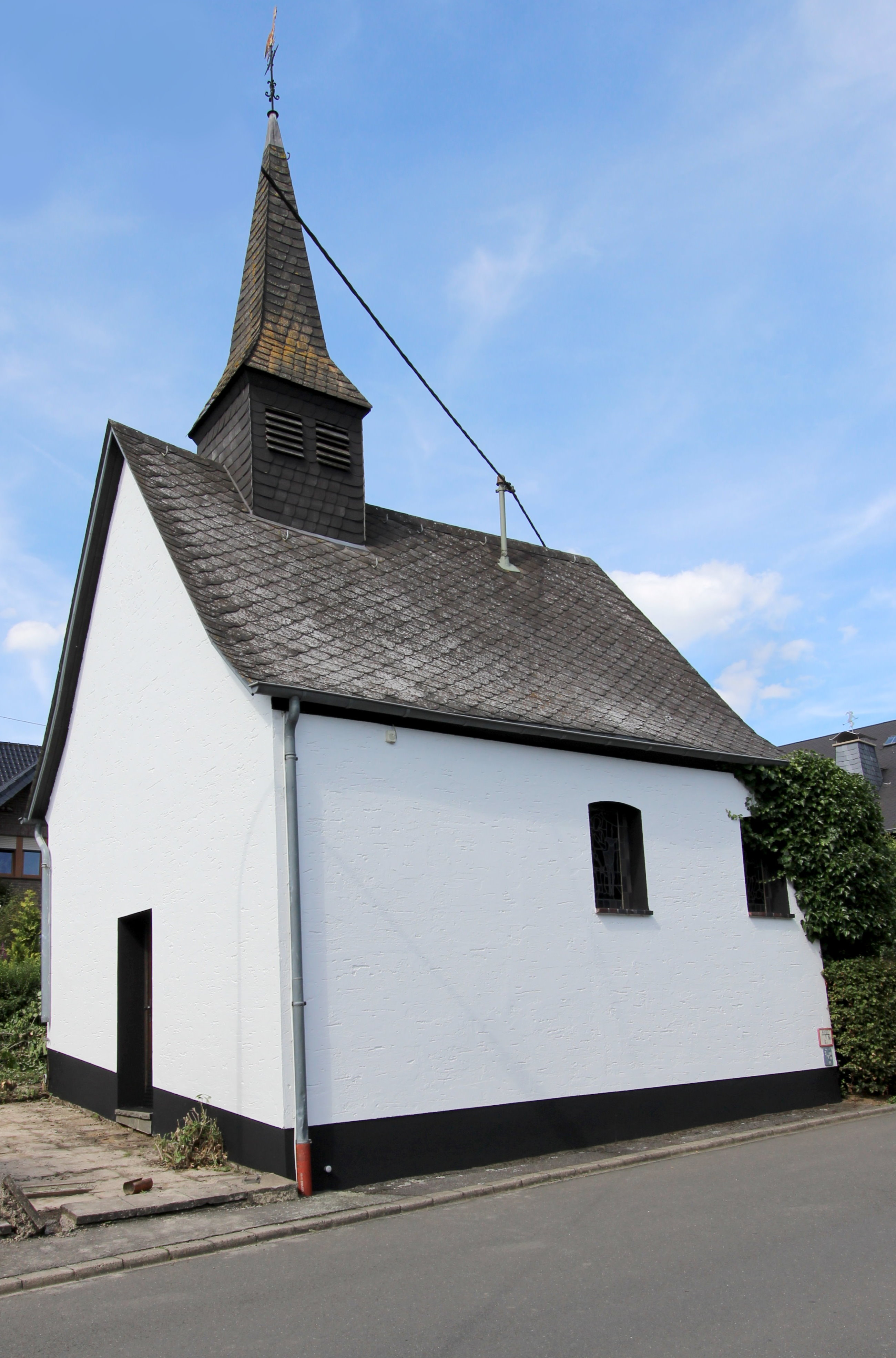
Kapelle St. Donatus

Harscheid ist eine Ortsgemeinde im Landkreis Ahrweiler in Rheinland-Pfalz. Sie gehört der Verbandsgemeinde Adenau an.

## Geographie
Neben dem Hauptort gehört der Ortsteil Am Steinkreuz zur Gemeinde.
Harscheid liegt unmittelbar an der Grenze zu Nordrhein-Westfalen.
Nachbargemeinden sind Sierscheid, Schuld, Lind und Bad Münstereifel.

## Geschichte
Der Name Harscheid setzt sich zusammen aus den beiden Wörtern „haris“ und „scheid“. Die Endsilbe „scheid“ kommt von „scit“ und bedeutet „bewaldeter Bergrücken“. 1501 wird Harscheid zum ersten Mal urkundlich erwähnt. Der Kölner Domhof in Schuld besaß Güter in Harscheid, wovon Abgaben zu leisten waren. Im Jahre 1673 wird berichtet, dass die Harscheider eine Bittschrift an den Kurfürsten richteten: Sie wollten von den Abgaben befreit werden, da sie von französischen Truppen überfallen worden seien, die „alle Früchte,Tiere und Möbelstücke an sich gerissen“ hätten. Der Landesherr wies die Nürburger Kellnerei an, auf das Geld zu verzichten. Harscheid gehörte bis 1794 zum Schultheißenamt der vier „Honschaften“ von Schuld im kurkölnischen Amte Nürburg.
Harscheid war immer Filiale der Pfarrei Schuld. Seit 1754 steht im Ort die Kapelle, die dem heiligen Jodokus und dem heiligen Donatus geweiht ist. Der Pfarrer von Schuld besaß in Harscheid ein Drittel des Zehnten. Gemäß Visitationsprotokoll gab es 1830 in Harscheid 15 Familien = 83 Seelen und 48 Kommunikanten. Die Kapelle befand sich damals in gutem Zustand. Der Schuldner Pfarrer musste an den Festtagen der Kapellenpatrone jeweils ein Hochamt mit Predigt halten.
Die Schüler in Harscheid mussten bis 1961 wegen des fehlenden Schulgebäudes die Schule in Schuld besuchen. Dieser Zustand wurde nach Fertigstellung einer neuen Schule in Harscheid beendet. Durch die Schulreform 1971/72 wurde sie jedoch wieder aufgelöst; seitdem ist die Schule in Antweiler für die Grundschulkinder aus Harscheid zuständig. Die meisten der übrigen Schüler sind an Adenauer Schulen angemeldet. Das frühere Schulgebäude Harscheids diente lange Jahre als Ferienheim. 2008 ging das Gebäude in privaten Besitz über und wird heute als Privatwohnsitz genutzt.
Bevölkerungsentwicklung
Die Entwicklung der Einwohnerzahl von Harscheid, die Werte von 1871 bis 1987 beruhen auf Volkszählungen:
| Jahr | Einwohner |
| ---- | --------- |
| 1815 | 82        |
| 1835 | 85        |
| 1871 | 89        |
| 1905 | 78        |
| 1939 | 76        |
| 1950 | 91        |
| 1961 | 76        |

| Jahr | Einwohner |
| ---- | --------- |
| 1970 | 115       |
| 1987 | 119       |
| 1997 | 134       |
| 2005 | 153       |
| 2017 | 145       |
| 2024 | 147       |

## Politik

### Ortsbürgermeister
Bei der Wahl am 9. Juni 2024 wurde Udo Robertz zum neuen Ortsbürgermeister gewählt.
Günther Hilterscheid war zuvor Ortsbürgermeister von Harscheid. Bei der Direktwahl am 26. Mai 2019 wurde er mit einem Stimmenanteil von 85,00 % in seinem Amt bestätigt.

### Wappen
| Wappen von Harscheid | Blasonierung: „Schildhaupt durch ein schwarzes Kreuz auf Silber geviert. Im schwarzen Kreuz ein silberner Pilgerstab. Im rechten oberen roten Schildteil ein silberner links gewendeter Löwenkopf, im oberen linken grünen Schildteil ein goldener Blitz. Im linken unteren grünen Schildteil eine goldene Axt und im rechten unteren roten Schildteil ein silbernes Johanniterkreuz.“ |
| Wappen von Harscheid | |

## Kultur und Sehenswürdigkeiten
- Im Jahre 1754 wurde eine Kapelle zu Ehren der Heiligen Donatus und Jodok errichtet. Das Innere der Kapelle beherbergt einen Barockaltar und zehn Bänke aus dem 18. Jahrhundert. In einer Nische, die von zwei gedrehten Säulen flankiert wird, befindet sich eine Holzfigur des heiligen Jodok. 1838 wurde eine neue Kirchenglocke eingebaut, die 1919 nochmals durch eine andere ersetzt wurde. 1857 wurden neue Fenster eingebaut. Zu Beginn des Jahres 1970 wurde das Dach der Kapelle erneuert.
- Rundwanderwege in und um Harscheid[8]

Siehe auch: Liste der Kulturdenkmäler in Harscheid (bei Adenau)

## Verkehr
Die Gemeinde ist durch die K 25 und die K 26 erschlossen.